# ولادیمیر روباشویلی
ولادیمیر روباشویلی (گرجی: ვლადიმერ რუბაშვილი؛ ۲۶ دسامبر ۱۹۴۰ – ۱ فوریهٔ ۱۹۶۴) کشتی‌گیر گرجی‌تبار اهل اتحاد جماهیر شوروی سوسیالیستی بود.